# Consejo Supremo Electoral (Nicaragua)
El Consejo Supremo Electoral (CSE) es el poder electoral de la República de Nicaragua.
El Consejo Supremo Electoral, está integrado por siete Magistradas o Magistrados Propietarios y tres Magistradas o Magistrados Suplentes, elegidos por la Asamblea Nacional de listas separadas propuestas para cada cargo por el presidente o Presidenta de la República o por los Diputados y Diputadas de la Asamblea Nacional. La actual presidenta del poder electoral es la magistrada Brenda Rocha y su vicepresidente es el magistrado Cairo Amador. 
Roberto Rivas fungía como Presidente del Poder Electoral hasta enero de 2018, el vicepresidente Lumberto Ignacio Campbell Hooker fungía como presidente interino de este poder del Estado luego se la renuncia del señor Roberto Rivas. Campbell fue nombrado miembro del Consejo por la Asamblea Nacional en 2014.
Los presidentes anteriores del CSE incluyen a Mariano Fiallos Oyanguren (1984 a 1996) y Rosa Marina Zelaya (a partir de la década de 1990).

## Presidentes

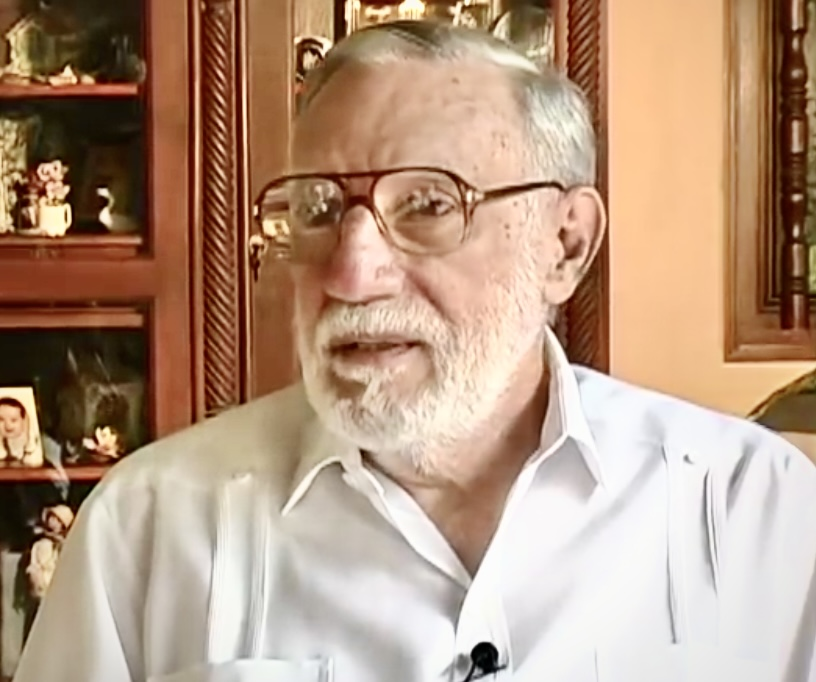
Mariano Fiallos Oyanguren
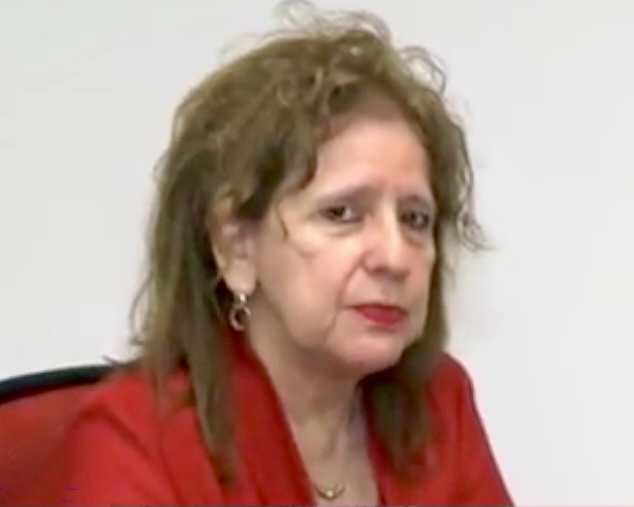
Rosa Marina Zelaya
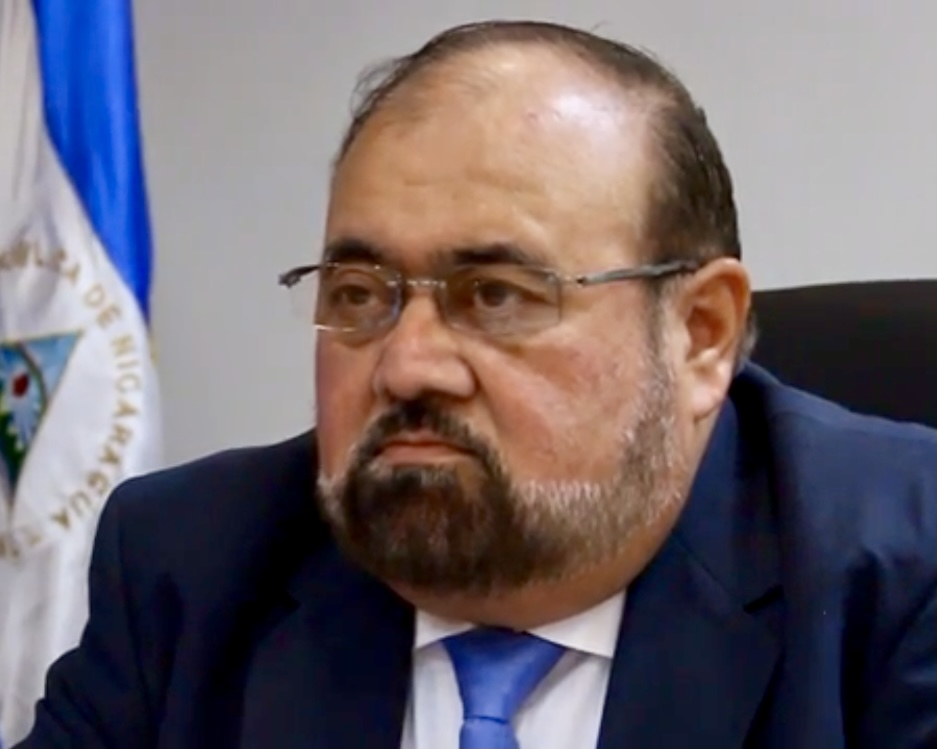
Roberto Rivas Reyes

## Atribuciones del CSE
La Ley Electoral vigente aprobada en mayo del 2021 por la Asamblea Nacional de Nicaragua dice:
Artículo 10 – El Consejo Supremo Electoral tiene las siguientes atribuciones:
1) Convocar, organizar y dirigir los procesos electorales en todas las circunscripciones, declarar sus resultados y la validez de las elecciones, o en su caso, la nulidad total o parcial de las mismas, notificar la declaración a las y los candidatos electos, otorgarles las credenciales respectivas y darles posesión de los cargos de elección popular, todo ello de conformidad a lo establecido en la Constitución y las leyes.
2) Aprobar y mandatar la totalidad de las normativas, reglamentos y manuales de capacitación que se utilizarán en el proceso electoral.
3) Nombrar al secretario o secretaria general, directoras o directores generales, secretaria o secretario de Actuaciones del mismo, cargo que no podrá recaer en ninguno de los magistrados propietarios o magistradas propietarias o suplentes.
4) Organizar y dirigir los plebiscitos o referendos que se convoquen conforme lo establecido en la Constitución y en la ley.
5) Elaborar el calendario electoral.
6) Aplicar en el ejercicio de sus atribuciones las disposiciones constitucionales y legales referentes al proceso electoral.
7) Conocer y resolver en última instancia de las resoluciones que dicten los organismos electorales subordinados y de las reclamaciones e impugnaciones que presenten los partidos políticos.
8) Dictar de conformidad con la ley de la materia, las medidas pertinentes para que los procesos electorales se desarrollen en condiciones de plena garantía.
9) Reglamentar la acreditación y participación correspondiente a las y los acompañantes del proceso electoral.
10) Efectuar el escrutinio definitivo de los sufragios emitidos en las elecciones, plebiscitos o referendos y hacer la declaratoria definitiva de los resultados.
11) Otorgar la personalidad jurídica como partidos políticos a las agrupaciones que cumplan los requisitos establecidos en la ley.
12) Autorizar la constitución de alianzas de partidos políticos de conformidad con la presente Ley, dentro del plazo que para ello defina el Consejo Supremo Electoral, teniendo en consideración las actividades propias del calendario electoral.
Estas son algunas de las atribuciones constitucionales que goza este poder del estado nicaragüense.